# Адонис волжский
Адо́нис во́лжский (лат. Adónis wolgénsis) — многолетнее травянистое растение; вид рода Адонис.

## Описание
Высота 15—30 см.
Корневище короткое, толстое, буровато-чёрное.
Стебли немногочисленные, от середины раскидисто-ветвистые, в основании буроватые.
Молодые листья и стебли обильно опушённые; листья сильно рассечены на доли.
Цветки бледно-жёлтые, 3,5—4,5 см в поперечнике; лепестки 17—22 мм длиной и 6—7 мм шириной. Цветёт в конце апреля. Формула цветка: {\displaystyle \ast K_{5}\;C_{5-10}\;A_{\infty }\;G_{\infty }}.
Многоорешек округлый, плодики почти гладкие, волосистые, около 4 мм шириной, носик книзу отогнутый. Плодоносит в мае.
Отличается от адониса весеннего меньшей высотой, почти от основания ветвистым стеблем, более мелкими цветками и более широкими, короткими линейно-ланцетными долями листьев. Всё растение светлее по окраске листьев и цветков.

## Распространение
Произрастает на Украине, на Крыму, на европейской части России (Заволжский, Причерноморский, Нижне-Донской, Нижне-Волжский районы), в Западной Сибири (Верхне-Тобольский, Иртышский, Алтайский районы), на Кавказе (Южное Закавказье), в Молдавии, в Средней Азии (Арало-Каспийский, Прибалхашский районы).
Растёт в степях (особенно в подзоне сухих степей), реже на лесных лужайках и опушках, на травянистых склонах в среднегорном поясе, главным образом на каштановых почвах.

## Значение и применение
Декоративное растение, более лёгкое в культуре, чем Адонис весенний. Зацветает на 6—7—8 год после посева. Даёт самосев. Культивируется редко.

### Лекарственные свойства
С лечебной целью используется надземная часть растения. Корни содержат жирное масло 12 %. В надземной части обнаружены углеводы и родственные соединения: адонит; карденолиды (строфантидин, конваллатоксин, цимерин, К-строфантин-бета Е-строфантозид, адонитоксин); кумарины (умбеллиферон, скополетин); флавоноиды (апигенин, лютеолин, витексин, ориентин, гомоориентин). Листья содержат витамин C.
По фармакологическим действиям надземная часть растения подобна таковой адониса весеннего, но во многом уступает последнему. Водные настойки используются для лечения заболеваний сердца и почек, при простуде, малярии, коликах, в качестве мочегонного, противосудорожного и успокоительного средства.